# Denise Bloch

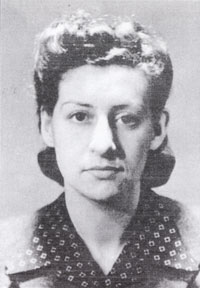
Denise Bloch

Denise Madeleine Bloch (* 21. Januar 1916 in Paris; † 5. Februar 1945 im KZ Ravensbrück) war eine französische Kämpferin der Résistance und Agentin der britischen nachrichtendienstlichen Spezialeinheit Special Operations Executive (SOE). Von der Gestapo kurz vor der Befreiung Frankreichs verhaftet, wurde sie wenige Wochen vor Kriegsende im KZ Ravensbrück ermordet.

## Leben
Bloch war die Tochter des jüdischen Ehepaars Suzanne Levi-Strauss und Jacques Henri Bloch, sie hatte drei Brüder. Vor dem Zweiten Weltkrieg war sie als Sekretärin bei Citroën für Jean Maxime Aron tätig, einem Mitglied einer jüdischen Widerstandsgruppe in Frankreich. Seit dem Sommer 1942 gehörte sie der Résistance in Lyon an und hielt Kontakt zu dem SOE-Funker Brian Stonehouse. Nach Stonehouses Verhaftung durch die Gestapo am 24. Oktober 1942 hielt sie sich eine Zeit lang bei Freunden versteckt, denn ihr drohte nicht nur wegen ihrer Untergrundtätigkeit für die Résistance, sondern auch wegen ihrer jüdischen Abstammung Gefahr von den deutschen Besatzern.
Anfang 1943 entschied Bloch, nach London zu fliehen. Nach einem ersten gescheiterten Versuch, die verschneiten Pyrenäen zu überqueren, gelang ihr Ende April mit einem siebzehnstündigen Fußmarsch, das neutrale Spanien zu erreichen. Am 21. Mai meldete sie sich in London bei SOE, Sektion F, und wurde unter dem Tarnnamen Ambroise rekrutiert. Nach einer umfangreichen Ausbildung, unter anderem zur Funkerin, landete sie am frühen Morgen des 3. März 1944 mit ihrem Fallschirm bei Soucelles in der Nähe von Nantes. Ihre Haare hatte sie blond gefärbt, und sie trug einen gefälschten Ausweis auf den Namen Danielle Williams bei sich. Begleitet wurde sie von dem SOE-Agenten Robert Benoist, dem Leiter des Agentenringes Clergyman, für den sie als Funkerin und Kurier arbeiten sollte.
Am 19. Juni 1944, einen Tag später als Benoist, wurde sie von der Gestapo gefasst. Zunächst in der Avenue Foch, dem Hauptquartier des Sicherheitsdienstes (SD), verhört, wurde sie später im Pariser Gefängnis Fresnes inhaftiert. Zusammen mit den beiden ebenfalls in Fresnes inhaftierten SOE-Agentinnen Lilian Rolfe und Violette Szabó wurde sie am 8. August 1944 in das Gestapo-Lager Neue Bremm bei Saarbrücken überstellt. Kurz darauf wurden die Frauen in das Lager Torgau, ein Außenlager des Konzentrationslagers Ravensbrück, gebracht. Im Winter 1944/45 mussten sie in einem weiteren Außenlager, im brandenburgischen Königsberg, bei bitterer Kälte Baumstümpfe roden, um ein Flugfeld vorzubereiten, bis sie im Januar 1945 wieder in das Hauptlager Ravensbrück zurückgeholt und im Strafblock inhaftiert wurden. Eines Abends, vermutlich am 5. Februar 1945, wurden sie auf Befehl des Lagerkommandanten Fritz Suhren im Hof neben dem Krematorium durch Genickschüsse getötet. Ihre Leichen wurden verbrannt.

## Ehrungen
Nach ihrem Tod erhielt Bloch in England die Tapferkeitsmedaille King’s Commendation for Brave Conduct, auf dem Brookwood Memorial in Surrey ist ihr Name ebenfalls verzeichnet. Frankreich ehrte sie mit der Aufnahme in die Ehrenlegion und mit der Médaille combattant de la Résistance sowie mit dem Croix de guerre mit Palme. Als eine von 91 Männern und 13 Frauen, die im Dienst von SOE für die Freiheit Frankreichs starben, wird sie auf dem SOE-Mahnmal in Valençay im Département Indre gewürdigt.